# 산치프리아노다베르사
산치프리아노다베르사(이탈리아어: San Cipriano d'Aversa)는 이탈리아 캄파니아주 카세르타도에 있는 코무네이다. 나폴리로부터는 북동쪽으로 20km 카세르타에선 남서쪽으로 20km 거리에 있다.